# 本多正憲 (実業家)
本多 正憲（ほんだ まさのり、1964年 - ）は、日本の実業家。東洋製罐株式会社代表取締役社長である。北海道出身。

## 経歴
1985年に室蘭工業大学を卒業し、東洋製罐に入社した。その後、2016年に同社の執行役員、2017年に取締役を歴任し、2018年4月1日から代表取締役に就任した。
また、同年7月に行われた日本製缶協会の定例総会で、同協会の会長に選出された。